# Marne (Italië)
Marne is een plaats (frazione) in de Italiaanse gemeente Filago.

## Geboren
- Maurizio Malvestiti (1953), geestelijke en bisschop

## Bezienswaardigheden
- De Bartholomeüskerk, 12e eeuw